# Isabelle Picard
Isabelle Picard est une ethnologue, conférencière, chroniqueuse, animatrice et écrivaine wendat originaire de Wendake. Elle a entre autres rédigé la première politique culturelle de Wendake.

## Biographie
Née à Wendake en 1976, Isabelle Picard complète un baccalauréat en ethnologie et une mineure en études autochtones ainsi qu’un diplôme de deuxième cycle en muséologie,.
En 2007, elle initie le projet Yawenda, de l’Alliance de recherche université communauté, dont l’un des objectifs est la revitalisation de la langue huronne-wendat. Elle agira à titre de co-directrice du projet de 2007 à 2009.
Elle participe au 17e colloque du Centre interuniversitaire d’études et de recherches autochtones de 2019, lors de laquelle elle prononce une conférence sur les dynamiques de genre chez les autochtones d’Amérique du Nord,.
En 2020, elle devient conseillère aux affaires autochtones à Radio-Canada, rôle qu’elle conservera jusqu’en 2021 avant de retourner à la consultation.
En plus de son travail de consultante, Isabelle Picard a publié trois romans jeunesses, Nish T.1, Le Nord et le Sud, Nish T.2, Les aurores boréales et Nish T.3, L'été de tous les possibles aux Éditions Les Malins. Elle publie aussi dans des recueils de nouvelles, dont Wapke sous la direction de Michel Jean et De racines et de mots, dirigé par Émilie Guibeault-Cayer et Richard Migneault.
Du 4 au 15 juillet 2022, elle anime l’école d’été « La gouvernance autochtone au féminin », organisée en partenariat entre Femmes autochtones du Québec (FAQ), le Service aux collectivités et la Faculté de science politique et de droit de l’Université du Québec à Montréal.
Isabelle Picard rédige la première politique culturelle de Wendake et met place un projet de revitalisation de la langue wendat. Elle participe aussi à la création du premier cégep autochtone au Québec, l’Institution Kiuna.
Elle est chargée de cours à l’UQAM et chroniqueuse à La Presse,,. Elle est aussi conférencière, chroniqueuse radio et télé et animatrice.

## Œuvres

### Littérature jeunesse
- Nish T.1 : Le Nord et le Sud, Montréal, Éditions Les Malins, 2021, 280 p. (ISBN 9782898100239)
- Nish T.2 : Les aurores boréales, Montréal, Éditions Les Malins, 2022, 272 p. (ISBN 9782898100949)
- Nish T.3 : L'été de tous les possibles, Montréal, Éditions Les Malins, 2023, 205 p. (ISBN 9782898109171)

### Ouvrages collectifs
- « Entre deux torrents », dans De racines et de mots (sous la direction d'Émilie Guilbeault-Cayer et Richard Migneault), Québec, Septentrion, 2021, p. 145-157.  (ISBN 9782897912307)
- « Le quatrième monde », dans Wapke (sous la direction de Michel Jean), Montréal, Stanké, 2021, p. 121-140.  (ISBN 9782760412798)

### Roman
- Des glaçons comme du verre, Montréal, Flammarion, 2024, 296 p.  (ISBN 9782898111884)

### Nouvelle
- L'homme aux deux visages, Wendake, Éditions Hannenorak, 2024, 56 p. (ISBN 9782925118497)

## Prix et honneurs
- 2021 : Finaliste du Prix Cécile-Gagnon, volet roman, pour Nish T.1 : Le Nord et le Sud[11]
- 2022 : Finaliste du Prix Tamarac - Forêt de la lecture pour Nish T.1 : Le Nord et le Sud[12]
- 2022 : Lauréate du Prix littéraire des enseignants et enseignantes de français, catégorie Roman 9 à 12, pour Nish T.1 : Le Nord et le Sud[13]

- 2025 : Finaliste du Prix France-Québec pour Des glaçons comme du verre[14]